# Куссар
Куссар (Куссара, Кушшара) — один из древнейших городов Малой Азии (2-е тыс.до н. э.). Находился юго-восточнее города Хаттусас (Хатти) — допустимо, что на территории современного ила Йозгат.
Среди древних городов-государств происходила борьба за политическую гегемонию. На первых порах верх взял город Пурусханда (Бурушханда), правитель которой считался «Великим царём» среди остальных правителей. Позднее же ситуация изменилась в пользу города-государства Куссара.
В конце XIX века до н. э. царь хеттов Питханас положил начало Хеттскому царству, со столицей в Куссаре. В середине XVII века до н. э. царь Лапарнас I перенёс столицу в город Хаттуса (Хатти).

## Источник
- Советская историческая энциклопедия.